# والاس فرناندو بيريرا
والاس فرناندو بيريرا (بالبرتغالية: Wallace Fernando Pereira‏) (29 أكتوبر 1986 في البرازيل - ) هو لاعب كرة قدم برازيلي في مركز الدفاع. لعب مع سكودا زانثي ونادي شريف تيراسبول ونادي غينت ونادي فريدريكستاد ونادي ساو كارلوس وهوفيرلا أوجهورود ‏.

## وصلات خارجية
- والاس فرناندو بيريرا على موقع اتحاد أوكرانيا (الإنجليزية)
- والاس فرناندو بيريرا على موقع Soccerway.com (الإنجليزية)
- والاس فرناندو بيريرا على موقع عالم كرة القدم.نت (الإنجليزية)